# Pachycallida
Pachycallida is een geslacht van kevers uit de familie van de loopkevers (Carabidae). De wetenschappelijke naam van het geslacht is voor het eerst geldig gepubliceerd in 1949 door Jeannel.

## Soorten
Het geslacht Pachycallida omvat de volgende soorten:
- Pachycallida amplicollis (Fairmaire, 1899)
- Pachycallida rufoplagiata Jeannel, 1949
- Pachycallida sambiranensis Jeannel, 1949